# رائول کانسینو
رائول کانسینو (اسپانیایی: Raúl Cancio‎؛ ۱۸ سپتامبر ۱۹۱۱ – ۲۳ اکتبر ۱۹۶۱) بازیگر اهل اسپانیا بود.
از فیلم‌ها یا برنامه‌های تلویزیونی که وی در آن نقش داشته است می‌توان به خانه پوشالی، آشوب‌گر و آسمان سیاه اشاره کرد.